# Agriopoma texasianum
Agriopoma texasianum är en musselart som först beskrevs av Dall 1892.  Agriopoma texasianum ingår i släktet Agriopoma och familjen venusmusslor. Inga underarter finns listade i Catalogue of Life.